# Црква Светог великомученика Георгија у Дупљану
Црква Светог великомученика Георгија у Дупљану, насељеном месту на територији општине Неготин, припада Епархији тимочкој Српске православне цркве.

## Изградња
Црква Светог великомученика Георгија у Дупљану почела је да се гради 1927. године а храм је завршен десет година касније. План за градњу овог храма израђен је у Министарству грађевина 13. марта 1928. а дело је архитекте Василија Андросова, руског емигранта који је на територији Југославије протектовао преко 60 цркава. Због недостатка средстава изградња храма потрајала је читаву деценију, али је храм коначно завршен захваљујући, између осталог, и прилозима мештана овог и околних села.  Храм је освећен 6. маја 1938. од стране епископа тимочког Емилијана. Црква је обновљена 1980.

## Архитектура
Црква има основу у облику грчког крста са куполом. Грађена је од тесаног камена. Изнад улаза у храм, на западној страни, насликана је представа Светог Ђорђа како убија аждају. У црквеној порти подигнута су два звоника, један поред другог. Старији је сазиданод камена, а имао је два звона, док је новији омалтерисан и окрећчен белом бојом са украсним елементима од црвене, фасадне цигле. Улаз у храм је на западној страни где су једноставна дрвена врата. Црква има препознатљиве архитектонске елементе Андросова као што су троугаони забати који почивају на кратким пиластрима и мали полукружни прозори.

## Иконостас
На иконостасу је 15 икона распоређених у две зоне и уклопљених у плаву дрвену конструкцију, сведене декорације. Првој зони припадају престоне иконе, иконе на дверима и икона Тајне вечере изнад царских двери. На престоним иконама су приказани Исус Христос и Богородица са Христом, а на царским дверима представе Благовести и архиђакона Стефана на северним, а архангела Михаила на јужним дверима. У средишту друге зоне је икона Свете Тројице са по две представе Великих празника распоређене са стране, северно Рођење и крштење Христово, а јужно Васкрсење и Вазнесење Христово. Испод великог крста је икона Мандилион, представа Христовог нерукотвореног образа. У цркви постоји и архијерејски трон направљен од дрвета и идентичне обраде као и конструкција олтарске преграде. На њему је стојећа фигура Светог Саве у архијерејској одежди.

## Зидно сликарство
Зидови храма су обојени у сиво-плаву боју, а плавом су декорисани сводови и олтарска апсида. У куполи је насликана представа Бога Оца и серафима. Од зидног сликарства издвајају се представе Светог Николе на источном зиду северне певнице и Светог Јована Крститеља на источном зиду јужне певнице.

## Ризница
У ризници Цркве Светог великомученика Георгија издава се више богослужбених предмета који датирају из 20. века.